# Centro Aeroespacial Alemão
O Centro Aeroespacial Alemão (em alemão:  Deutsches Zentrum für Luft- und Raumfahrt - DLR) é o centro nacional de pesquisa nas áreas:
aeroespacial, energia e transporte da República Federal da Alemanha atuando também como a Agência Espacial Alemã. A sua sede está
localizada em Bona e possui várias outras instalações espalhadas pela Alemanha.
O DLR, está envolvido em uma ampla gama de projetos de pesquisa e desenvolvimento próprios e com parcerias nacionais e internacionais.

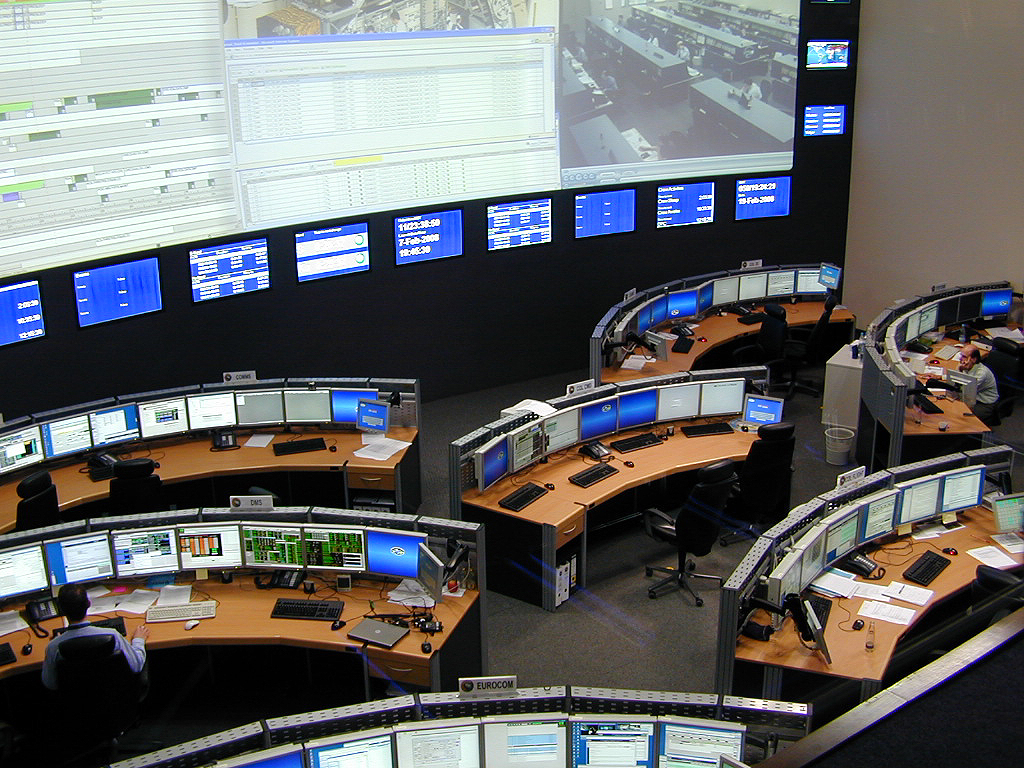
German Space Operations Center (GSOC), Oberpfaffenhofen (München)

Na função de Agência Espacial Alemã, é responsável pelo planejamento e implementação do Programa Espacial Alemão, como um agente do
Governo. Como uma agência gerenciadora de projetos, o DLR também coordena e responde técnicamente pela organização
e implementação de projetos custeados por vários ministérios.

## História

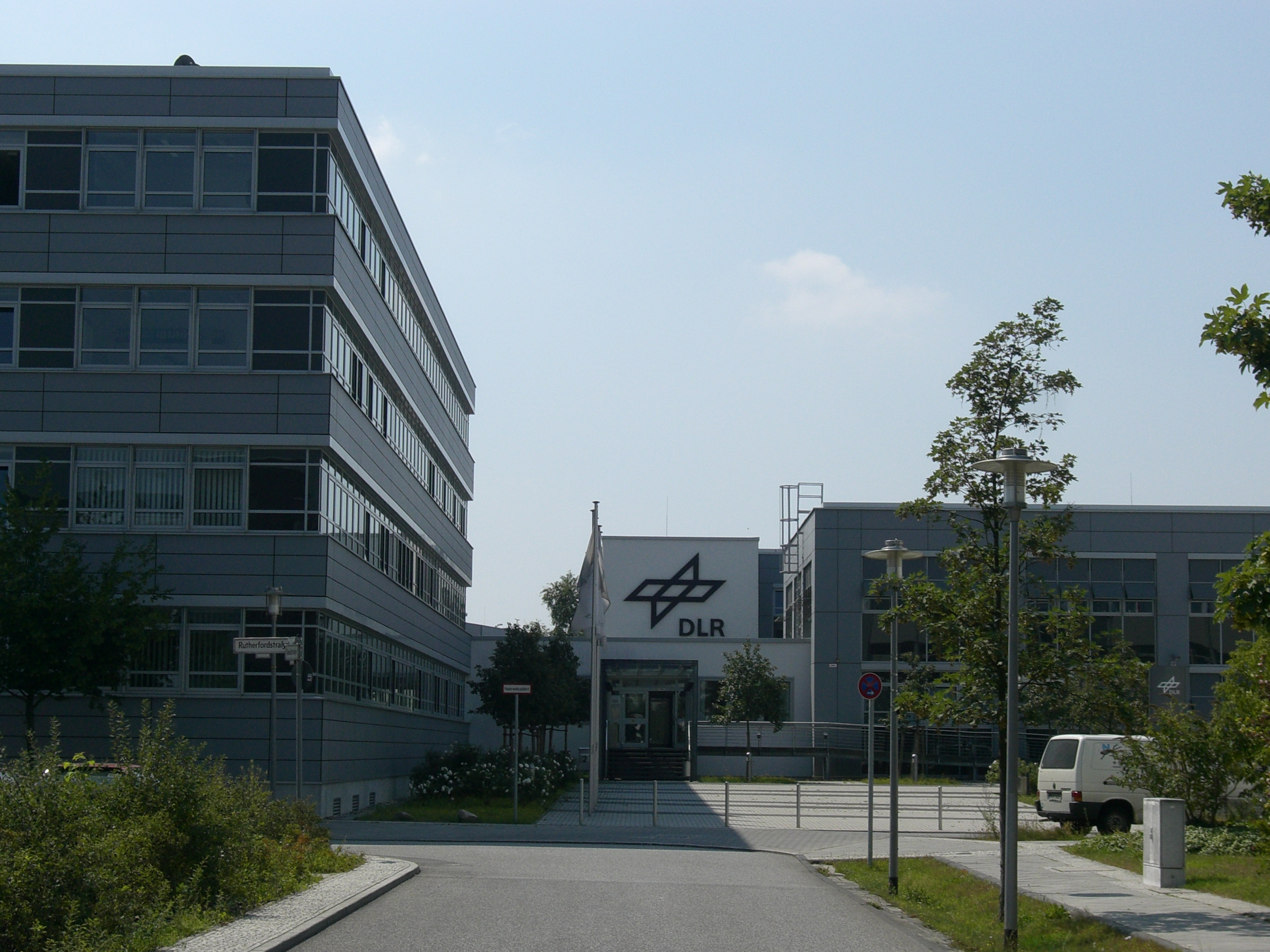
Escritório do DLR em Berlin-Adlershof em 2007

| Institutos Espaciais Alemães | |       |
| Anos                         | Nome | Sigla |
| 1907–1969                    | Aerodynamische Versuchsanstalt "Aerodynamic Experimental Station"                                                                   | AVA   |
| 1927                         | Verein für Raumschiffahrt e.V. "Association of Space-Flight Reg. Assoc."                                                            | VfR   |
| 1947–1948                    | Arbeitsgemeinschaft Weltraumfahrt "Consortium on Space Flight"                                                                      | [ 1 ] |
| 1948–1972                    | Gesellschaft für Weltraumforschung "Society for Space Research"                                                                     | GfW   |
| 1969–1989                    | Deutsche Forschungs- und Versuchsanstalt für Luft- und Raumfahrt "German Test and Research Institute for Aviation and Space Flight" | DFVLR |
| 1989–1997                    | Deutsche Agentur für Raumfahrtangelegenheiten German Aerospace Agency                                                               | DARA  |
| 1989–1997                    | Deutsche Forschungsanstalt für Luft- und Raumfahrt (DLR) "German Research Institute for Aviation and Space Flight"                  | DLR   |
| 1997–Presente                | Deutsches Zentrum für Luft- und Raumfahrt "German Center for Aviation and Space Flight" German Aerospace Center                     | DLR   |
| 1970–Presente                | Institut für Raumfahrtsysteme Institute for Space systems                                                                           | IRS   |

## DLR Magazine
A DLR Magazine é a publicação oficial do centro de pesquisa, também publicada em Inglês desde Junho de
2010.
Ela inclui assuntos de ciência e tecnologia em geral além de editoriais e imagens.